# Uma Igreja com propósitos
Uma Igreja com propósitos (em inglês:  The Purpose Driven Church) é um livro de estudo bíblico escrito pelo pastor Rick Warren, publicado em 1995, que explica os cinco propósitos de Deus para uma igreja em saúde.

## Resumo
O livro apresenta os cinco objetivos de Deus para uma igreja em saúde. 
As 5 seções principais do livro são adoração, comunhão fraterna, discipulado,  ministério e da  Mission. 

## Recepção
O livro foi um best-seller algumas semanas após sua publicação.  Em 2018, mais de 1,5 milhões de cópias foram vendidas.  Em uma pesquisa de maio de 2005 com pastores e ministros dos EUA, ele foi eleito o segundo livro mais influente sobre suas vidas e ministério. 

## Influências
O livro foi a origem das conferências anuais chamadas "Purpose Driven Conference".